# Alchemilla lindbergiana
Alchemilla lindbergiana es una especie de planta del género Alchemilla, perteneciente a la familia Rosaceae.

## Taxonomía
Alchemilla lindbergiana fue descrita por Serguéi Yuzepchuk en 1923.

## Distribución
Se encuentra en el territorio de Europa Oriental hasta Siberia.